# Voor hetzelfde geld
Voor hetzelfde geld was een Vlaams consumentenprogramma dat van 2013 tot 2017 werd uitgezonden op de publieke zender Eén. Het programma werd gepresenteerd door Jan Van Looveren, Britt Van Marsenille en Thomas Vanderveken.  

## Concept
In het programma gingen de presentatoren op zoek naar manieren om aangenamer te leven, geld te besparen of meer te verdienen. In de eerste drie seizoenen werden de reportages aan elkaar gepraat vanuit een koffiebar in Antwerpen. Vanaf het vierde seizoen verhuisden de opnames naar een koffiebar in Mechelen.
Het programma bracht af en toe ook bedrieglijke praktijken, misleidende reclame en gesjoemel aan het licht. Zo onderzocht Van Looveren in de uitzending van 31 augustus 2016 een manier om slapend rijk te worden, maar uit de undercoverreportage bleek dat het om een piramidespel ging waarop de economische inspectie en het parket actie ondernamen.  In de uitzending van 6 september 2017 bracht Britt gesjoemel met Belgische honing aan het licht.

## Afleveringen
- Seizoen 1: 3 april 2013 - 22 mei 2013 (8 afl.)
- Seizoen 2: 26 maart 2014 - 28 mei 2014 (10 afl.)
- Seizoen 3: 2 september 2015 - 11 november 2015 (11 afl.)
- Seizoen 4: 31 augustus 2016 - 2 november 2016 (10 afl.)
- Seizoen 5: 30 augustus 2017 - 25 oktober 2017 (9 afl.)

## Boeken
- Inne VANDEN BREMT, Voor hetzelfde geld, Lanno, 2014. ISBN 978-94-014-1537-8
- Inne VANDEN BREMT, Voor hetzelfde geld - Nieuwe editie, Lanno, 2016. ISBN 978-94-014-3907-7